# Når dyrene drømmer
|  | Denne artikel er oprettet af botten PalnaBot ud fra en ekstern database. Den kan derfor have sproglige fejl eller mangler. Denne skabelon kan fjernes efter kontrol af indholdet. |

Når dyrene drømmer er en film instrueret af Jonas Alexander Arnby efter manuskript af Rasmus Birch.

## Handling
Marie er en smuk og ensom 16-årig pige, som lever i en isoleret landsby på en lille ø ud for den danske vestkyst. Hendes mor er alvorligt syg af en ukendt sygdom, og hendes far, Thor, passer den lille familie. Marie opdager pludselig, at der sker mystiske ting med hende og hendes krop, og hun føler at hun er ved at miste kontrollen over sig selv. Det går op for Marie, at faderen skjuler noget for hende om moderens sygdom. Flere dødsfald finder sted på den lille ø under mystiske omstændigheder, og Marie mærker, at dyret inden i hende er ved at tage over. "Når dyrene drømmer" er en gyserfilm om en ung piges frigørelse og voldsomme hævn på en omverden, der ydmyger, foragter og frygter hende og allerhelst så hende dø og forsvinde.

## Medvirkende
- Sonia Suhl som Marie
- Lars Mikkelsen som Thor
- Jakob Oftebro som Daniel
- Sonja Richter som Moren
- Mads Riisom som Felix
- Benjamin Boe Rasmussen som Ib
- Esben Dalgaard Andersen som Bjarne